# Jorge Amor Ameal
Jorge Amor Ameal (Berazategui, el 19 de octubre de 1948) es un empresario gastronómico argentino. Actualmente ejerce la vicepresidencia del Club Atlético Boca Juniors. Fue Presidente del club desde el 8 de diciembre de 2019 hasta el 27 de diciembre de 2023.
Asumió como vicepresidente 1.º del club acompañando en la fórmula presidencial al empresario Pedro Pompilio el 1 de junio de 2008. Sin embargo, debió asumir su primera presidencia el 5 de noviembre de ese mismo año debido a la muerte de Pompilio el 30 de octubre.

## Biografía

### Inicios en la política
Jorge Amor Ameal nació en Berazategui, localidad de la zona sur del área metropolitana de Buenos Aires, en 1948. Casado y con dos hijos, su profesión es empresario y está afiliado al Club Atlético Boca Juniors desde el año 1979.
Se transformó en dirigente deportivo de la mano de Alfredo Martínez Sosa, un marino retirado que fue vicepresidente de Boca.
Ingresó a la política en el club en el año 1985, bajo la gestión de Antonio Alegre. Durante esta gestión se desempeñó como Presidente de Socios y Vicepresidente de la Ciudad Deportiva. En 1995 asumió como vocal en la primera presidencia de Mauricio Macri. A partir de ahí, desarrolló su carrera institucional, acompañando la gestión del que más tarde se convertiría en el presidente de la Nación Argentina. Desempeñó sucesivamente los cargos de:
- Presidente del Departamento de Compras, Publicidad y Concesiones.
- Primer Presidente de Boca Crece
- Presidente del Departamento de Interior y Exterior.

### Presidente de Boca (2008-2011)
En el año 2008, acompañó a Pedro Pompilio en la fórmula presidencial del club como Vicepresidente 1.º. Luego de una serie de inconvenientes en las elecciones, donde tuvo que intervenir la Justicia, finalmente asumió el 1 de junio de 2008, acompañando al hasta ese entonces Vicepresidente 1.º de Mauricio Macri. 
Sin embargo, el 30 de octubre de 2008, Pedro Pompilio fallece inesperadamente como consecuencia de un infarto en el miocardio. Jorge Amor Ameal debió asumir la presidencia de manera interina, hasta el 5 de noviembre cuando asumió formalmente el cargo, tal como lo establece el estatuto sucesorio. Su primera medida como Presidente del club fue convocar a todas las instituciones de la Boca y firmó un convenio con la Universidad Nacional de Morón para iniciar las obras de ampliación del Estadio Alberto J. Armando, posteriormente este proyecto se complicó dada las diferencias que existían con la comisión directiva. Sin embargo, continuará dicho proyecto con la gestión de su predecesor. [cita requerida]Su primera decisión fue la contratación de Carlos Bianchi como director técnico y posteriormente el 10 de agosto, luego de un empate en la comisión directiva, por su voto de desempate se decide la renovación del contrato de Juan Román Riquelme por 4 años, en ese momento Daniel Angelici renuncia a su cargo de Tesorero del club.

#### Logros de gestión
El expresidente del departamento de interiores y exteriores del club fue también responsable de mantener en el cargo al técnico Julio César Falcioni, que pese a lograr el Apertura 2011 fue duramente criticado en el Clausura de ese mismo año.
En ese período de tiempo se incorpora al estatuto la creación de la categoría "Adherente" para blanquear el ingreso de socios a la categoría "activa". y se crea también el proyecto de Cesión de Abonos donde los plateístas disponen de la venta de sus butacas para darle lugar a los socios o simpatizantes del club para así adquirir una entrada.
El Balance de la temporada 2010/11, durante la presidencia de Jorge Ameal, le dio a Boca un valor positivo de 50 millones de pesos de superávit, el balance más destacado de la historia del Fútbol Argentino,[cita requerida] siendo dicho balance aprobado por oficialistas y opositores en Comisión directiva, por unanimidad.

#### Logros futbolísticos
Luego de asumir como Presidente, Jorge Amor Ameal tuvo la misión de mejorar al club en lo deportivo dado a su dinámico desempeño presuntamente debido a lesiones de varios jugadores claves del equipo como Martín Palermo, Rodrigo Palacio, así como los rumores sobre conflictos internos, una seguidilla de derrotas y el fallecimiento de Pedro Pompilio, pese a iniciar una remontada, el equipo se encontraba en una situación difícil en lo anímico. 
Sin embargo, Boca Juniors logró llegar a la penúltima fecha del Torneo Apertura 2008 con dos puntos de diferencia sobre Tigre y San Lorenzo, que habían sido líderes durante una gran parte del Torneo. Sin embargo, el empate contra Gimnasia LP en la fecha 18, más las victorias de Tigre y San Lorenzo hicieron que el Apertura llegue con tres líderes al final del Torneo.
Boca, Tigre y San Lorenzo finalizaron primeros el Torneo regular con 39 puntos, por lo que debieron disputar un Torneo Triangular de desempate, donde Boca derrotó a San Lorenzo, y cayó ante Tigre, pero se vio favorecido por la diferencia de goles. Así, luego de un semestre tormentoso para el club, Boca Juniors volvió a coronarse por 23.ª vez el 23 de diciembre de 2008 y Jorge Amor Ameal obtuvo así su primer título como Presidente de la institución.
En el año 2009 Boca Juniors tuvo un reprochable Torneo Clausura y Apertura. Con la renuncia inclusive de dos entrenadores Carlos Ischia y Alfio Basile. El 2010, comenzó aún peor con la campaña en el Torneo Clausura, renunciando en este caso a la dirección técnica del equipo el entrenador Abel Alves. Para la siguiente temporada decide la contratación de Claudio Borghi como DT.
En el Apertura dado a los malos resultados renuncia Borghi, por lo que asume Roberto Pompei como técnico interino. Luego de finalizar el torneo en la undécima posición se contrata a Julio César Falcioni como técnico para el 2011 sumado a los refuerzos que dicho técnico pretendía Walter Erviti, Leandro Somoza, además del regreso de Facundo Roncaglia, Sebastián Sosa, Darío Cvitanich, Agustín Orion y del capitán Rolando Schiavi.

### Reelección en 2011
Luego de conseguir el torneo Apertura 2011, Ameal busca continuar como presidente de Boca por lo cual se presenta en las elecciones de diciembre. En aquella elección se enfrenta a quien fue tesorero del club Daniel Angelici y que contaba con el apoyo del expresidente de la institución Mauricio Macri (1995-2007), la fórmula oficialista Ameal-Beraldi es derrotada por un margen de 10 puntos.  
| Candidato                   | Candidato                   | Vice                        | Agrupación                | Votos  | %       |
| --------------------------- | --------------------------- | --------------------------- | ------------------------- | ------ | ------- |
|                             | Daniel Angelici             | Oscar Moscariello           | La mitad+vos              | 10 431 | 55,00%  |
|                             | Jorge Amor Ameal            | José Beraldi                | Frente de Unidad Boquense | 8 784  | 45,00%  |
| Votos sin contar            | Votos sin contar            | Votos sin contar            |                           | 5.309  |         |
| Total de sufragios emitidos | Total de sufragios emitidos | Total de sufragios emitidos |                           | 24 524 | 100,00% |

Fuente: Infobae.com

### Candidaturas a presidente de Boca en 2015 y 2019

#### Elecciones 2015
En las elecciones de 2015 se presentó con la lista Juntos por Boca obteniendo el 30,97% de los votos, lo que lo ubicó en segundo lugar por detrás de Daniel Angelici quien resultó elegido con el 42,78% de los votos.
| Candidato                   | Candidato                   | Vice                        | Agrupación      | Votos  | %       |
| --------------------------- | --------------------------- | --------------------------- | --------------- | ------ | ------- |
|                             | Daniel Angelici             | Rodolfo Ferrari             | La mitad+vos    | 11 421 | 42,78%  |
|                             | Jorge Amor Ameal            | Mario Pergolini             | Juntos por Boca | 8 063  | 30,97%  |
|                             | José Beraldi                | Rómulo Zemborain            | Pasión por Boca | 6 549  | 25,16%  |
| Total de votos válidos      | Total de votos válidos      | Total de votos válidos      |                 | 26 033 | 99,80%  |
| Votos nulos y blancos       | Votos nulos y blancos       | Votos nulos y blancos       |                 | 50     | 00,20%  |
| Total de sufragios emitidos | Total de sufragios emitidos | Total de sufragios emitidos |                 | 26 083 | 100,00% |

Fuente: Canchallena.com.ar

#### Elecciones 2019
En las elecciones 2019, Ameal se presentó junto a Mario Pergolini como vicepresidente 1.º y Juan Román Riquelme como vicepresidente segundo. Las principales propuestas del espacio son la ampliación de la Bombonera mediante la compra de dos manzanas linderas, despartidizar el club, vigorizar la vida social y recuperar la presencia en las distintas federaciones.
| Candidato                   | Candidato                   | Vice                        | Agrupación                                 | Votos  | %       |
| --------------------------- | --------------------------- | --------------------------- | ------------------------------------------ | ------ | ------- |
|                             | Jorge Amor Ameal            | Mario Pergolini             | Frente para recuperar la Identidad Xeneize | 20.045 | 52,84%  |
|                             | Christian Gribaudo          | Juan Carlos Crespi          | La Mitad más Vos                           | 11.607 | 30,60%  |
|                             | José Beraldi                | Rodolfo Ferrari             | Unidos para Volver a Ganar                 | 6.225  | 16,41%  |
| Votos sin contar            | Votos sin contar            | Votos sin contar            |                                            | 59     |         |
| Total de sufragios emitidos | Total de sufragios emitidos | Total de sufragios emitidos |                                            | 38.363 | 100,00% |

Fuente: 

#### Comisión directiva 2019-2023
Las autoridades actuales son:
- Presidente: Jorge Ameal
- Vicepresidente 1.°: Juan Román Riquelme
- Vicepresidente 2.°: Adriana Bravo
- Secretario general: Ricardo Rosica
- Prosecretario general: Alejandro Veiga
- Tesorero: Carlos Montero
- Protesorero: Nahuel Faugas

### Presidente de Boca (2019-2023)
El 31 de diciembre de 2019 el vicepresidente primero Mario Pergolini usó su página de Instagram para mostrar el momento en que Miguel Ángel Russo firmaba su contrato como nuevo director técnico de Boca y Jorge Amor Ameal mostraba su felicidad y después, Ameal lo presentó ante los socios y periodistas.
En su primer año Boca Juniors logra ganar la Superliga y unos meses después, el 17 de enero de 2021 se consagran campeones de la Copa de la Liga Profesional 2020, torneo que llevó el nombre de Diego Armando Maradona en homenaje a su fallecimiento. En la Copa Libertadores 2020 el equipo logró llegar a las semifinales pese a un muy criticado rendimiento futbolístico, pero cayó ante Santos Fútbol Club por 3:0 en Brasil y quedó eliminado de la competición.

## Palmarés

### Campeonatos nacionales
| Título                           | Club         | País      |
| -------------------------------- | ------------ | --------- |
| Torneo Apertura 2008             | Boca Juniors | Argentina |
| Torneo Apertura 2011             | Boca Juniors | Argentina |
| Superliga 2019-20                | Boca Juniors | Argentina |
| Copa de la Liga Profesional 2020 | Boca Juniors | Argentina |
| Copa Argentina 2019-20           | Boca Juniors | Argentina |
| Copa de la Liga Profesional 2022 | Boca Juniors | Argentina |
| Liga Profesional 2022            | Boca Juniors | Argentina |
| Supercopa Argentina 2022         | Boca Juniors | Argentina |

## Fútbol durante su gestión

### Torneos nacionales disputados
| Título                   | Sede      | Resultado     |
| ------------------------ | --------- | ------------- |
| Torneo Apertura 2008     | Argentina | Campeón       |
| Torneo Clausura 2009     | Argentina | 14.ª posición |
| Torneo Apertura 2009     | Argentina | 11.ª posición |
| Torneo Clausura 2010     | Argentina | 16.ª posición |
| Torneo Apertura 2010     | Argentina | 12.ª posición |
| Torneo Clausura 2011     | Argentina | 7.ª posición  |
| Torneo Apertura 2011     | Argentina | Campeón       |
| Primera División 2019-20 | Argentina | Campeón       |
| Liga Profesional 2021    | Argentina | 4.° posición. |
| Liga Profesional 2022    | Argentina | Campeón       |
| Liga Profesional 2023    | Argentina | 7.° posición  |

### Copas nacionales disputadas
| Título                           | Sede      | Resultado             |
| -------------------------------- | --------- | --------------------- |
| Copa de la Superliga 2020        | Argentina | Cancelada             |
| Copa de la Liga Profesional 2020 | Argentina | Campeón               |
| Copa de la Liga Profesional 2021 | Argentina | Semifinal             |
| Copa Argentina 2019-20           | Argentina | Campeón               |
| Copa de la Liga Profesional 2022 | Argentina | Campeón               |
| Copa Argentina 2022              | Argentina | Semifinal             |
| Trofeo de Campeones 2022         | Argentina | Subcampeón            |
| Supercopa Internacional 2022     | Argentina | Subcampeón            |
| Supercopa Argentina 2022         | Argentina | Campeón               |
| Copa Argentina 2023              | Argentina | Semifinal             |
| Copa de la Liga Profesional 2023 | Argentina | 7.ª posición (Zona B) |

### Campeonatos internacionales disputadas
| Título                 | Sede     | Resultado        |
| ---------------------- | -------- | ---------------- |
| Copa Libertadores 2009 | CONMEBOL | Octavos de final |
| Copa Sudamericana 2009 | CONMEBOL | Primera Fase     |
| Copa Libertadores 2020 | CONMEBOL | Semifinal        |
| Copa Libertadores 2021 | CONMEBOL | Octavos de final |
| Copa Libertadores 2022 | CONMEBOL | Octavos de final |
| Copa Libertadores 2023 | CONMEBOL | Subcampeón       |

## Títulos obtenidos en otros deportes durante su gestión

### Campeonatos de Reserva
- Campeonato de Reserva 2009-10
- Liga Profesional de Reserva 2021
- Trofeo de Campeones de Reserva 2021
- Liga Profesional de Reserva 2022
- Trofeo de Campeones de Reserva 2022

### Campeonatos de Fútbol Femenino AFA
- Apertura 2009
- Apertura 2010
- Clausura 2011
- Apertura 2011
- Torneo Transición 2020
- Torneo Clausura 2021
- Campeonato 2022

### Campeonatos de Fútbol Futsal AFA
- Clausura 2011
- Copa Alvaro Castro
- Campeonato Transición 2020
- Supercopa de Fútsal AFA 2022
- Copa de Oro de Primera División 2022

### Vóley masculino
- División Honor Metropolitano FMV 2009
- División Honor Metropolitano FMV 2010
- Copa Desafío 2010
- Copa Nacional ACLCV 2010
- División Honor Metropolitano FMV 2011

### Vóley femenino
- División Honor Metropolitano FMV 2009
- División Honor Metropolitano FMV 2010
- Copa Nacional ACLCV 2010
- Super 4 2019
- Copa metropolitana 2022
- Liga Femenina 2022